# Podanychroma monticola
Podanychroma monticola là một loài bọ cánh cứng trong họ Cerambycidae.